# Kerewe
Kerewe, kerebe eller kikerewe är ett bantuspråk som talas av kerewefolket på ön Ukerewe i Tanzania. Exakt antal talare är okänt, men 1987 uppskattades omkring 100 000 personer tala språket.
Aniceti Kitereza är känd som den enda som någonsin författat en roman på kerewe, med verket Herr Myombekere och fru Bugonoka och Ntulanalwo och Bulihwali.